# Cal Torné (Verdú)
Cal Torné és una casa de Verdú (Urgell) inclosa a l'Inventari del Patrimoni Arquitectònic de Catalunya.

## Descripció
Casa que forma part de la plaça Major i fa cantonada al carrer Margodell. Al llarg del temps ha estat força modificada arquitectònicament, però conserva en la seva planta baixa i primer pis un estil arquitectònic propi del segle xvii. La façana s'estructura en tres pisos. A la planta baixa s'hi obren la porta d'accés a la casa i la porta del garatge, emmarcades per finestres rectangulars llindades amb pedres rectangulars llises. En la primera planta de la casa s'obren dues portes balconeres amb llindes llises sense decoració que només ostenten uns petits arcs conopials en la seva part baixa. En aquestes llindes s'hi conserva encara una inscripció amb la data. Finalment el pis superior ha estat reformat en dates recents, amb dues portes balconeres senzilles però sense balcons de cap mena.

## Història
Cal Torné és una de les històriques cases que conformen la plaça Major de Verdú. En la façana d'aquesta casa s'hi observen inscripcions amb les següents dates: 1666- 1687- 1767, que es corresponen amb diverses reformes constructives que s'hi han fet.